# Carlsro

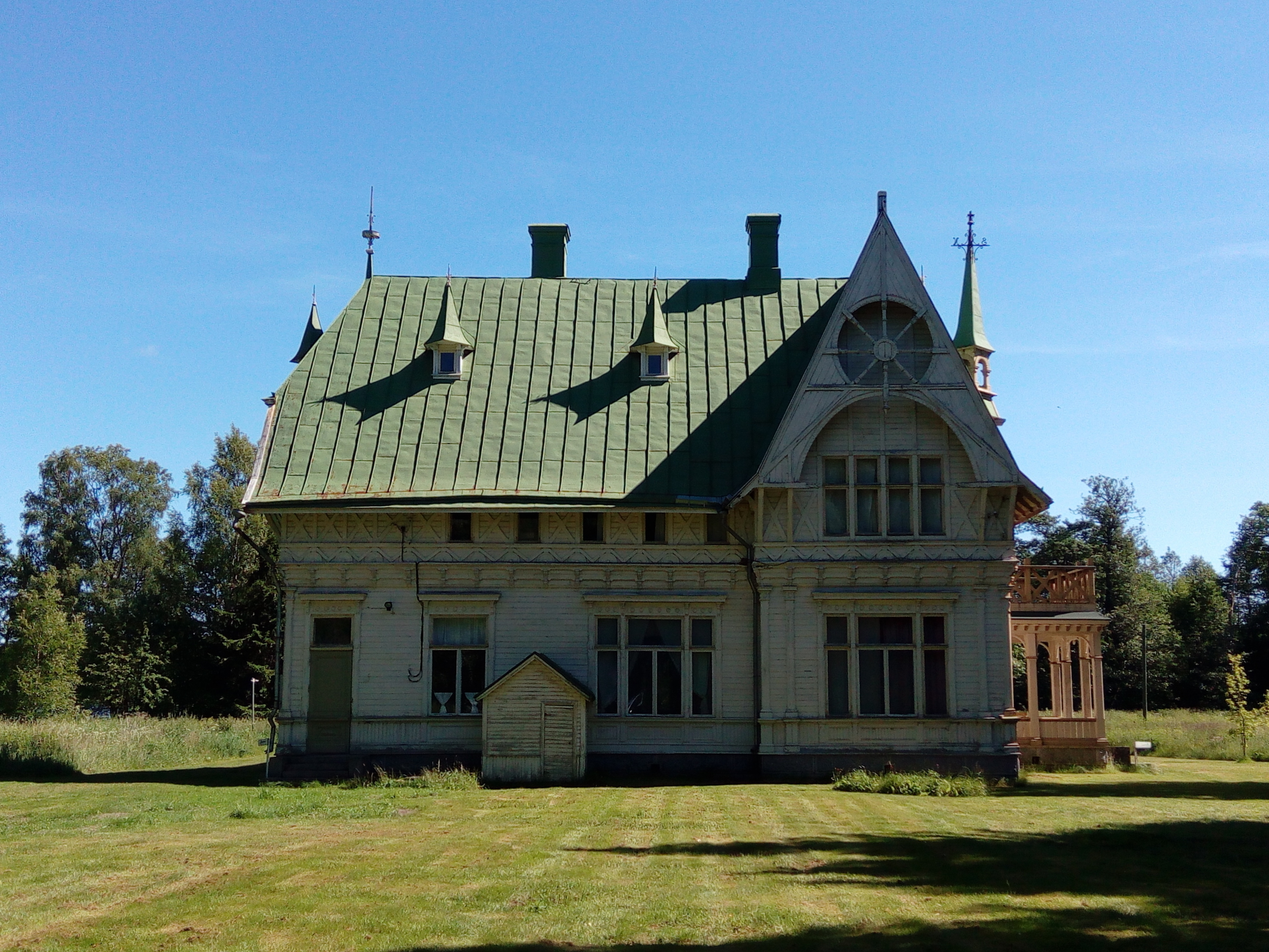
Museet Carlsro.

Carlso är ett museum som finns vid Storträsk strand 5 km från staden Kristinestad i Finland. Carlso byggdes på 1860-talet. 